# Dżamal Zahalika
Dżamal Zahalika (ur. 11 stycznia 1955 w Kafr Kara) – izraelski polityk narodowości arabskiej, poseł do Knesetu w latach 2003–2019 głównie z listy partii Balad.

## Życiorys
Urodził się 11 stycznia 1955 w Kafr Kara. Ukończył studia Uniwersytecie Hebrajskim w Jerozolimie. Jest doktorem farmacji.
Po raz pierwszy wszedł do parlamentu w 2003 roku, został także deputowanym do Knesetu w 2006, 2009, 2013 i 2015 roku (ostatni raz ze Zjednoczonej Listy).
Twierdzi m.in., że izraelska polityka wobec Palestyńczyków opiera się przede wszystkim na ideach separacji, apartheidu i transferu ludności. Jego zdaniem system apartheidu funkcjonuje na terenach Zachodniego Brzegu i Strefy Gazy, podzielonych na strefy. Palestyńczycy muszą posiadać specjale zezwolenia, by poruszać się między nimi.
W kwietniu 2019 utracił miejsce w parlamencie.
Jest żonaty i ma piątkę dzieci.